# الیزا (خواننده ایتالیایی)

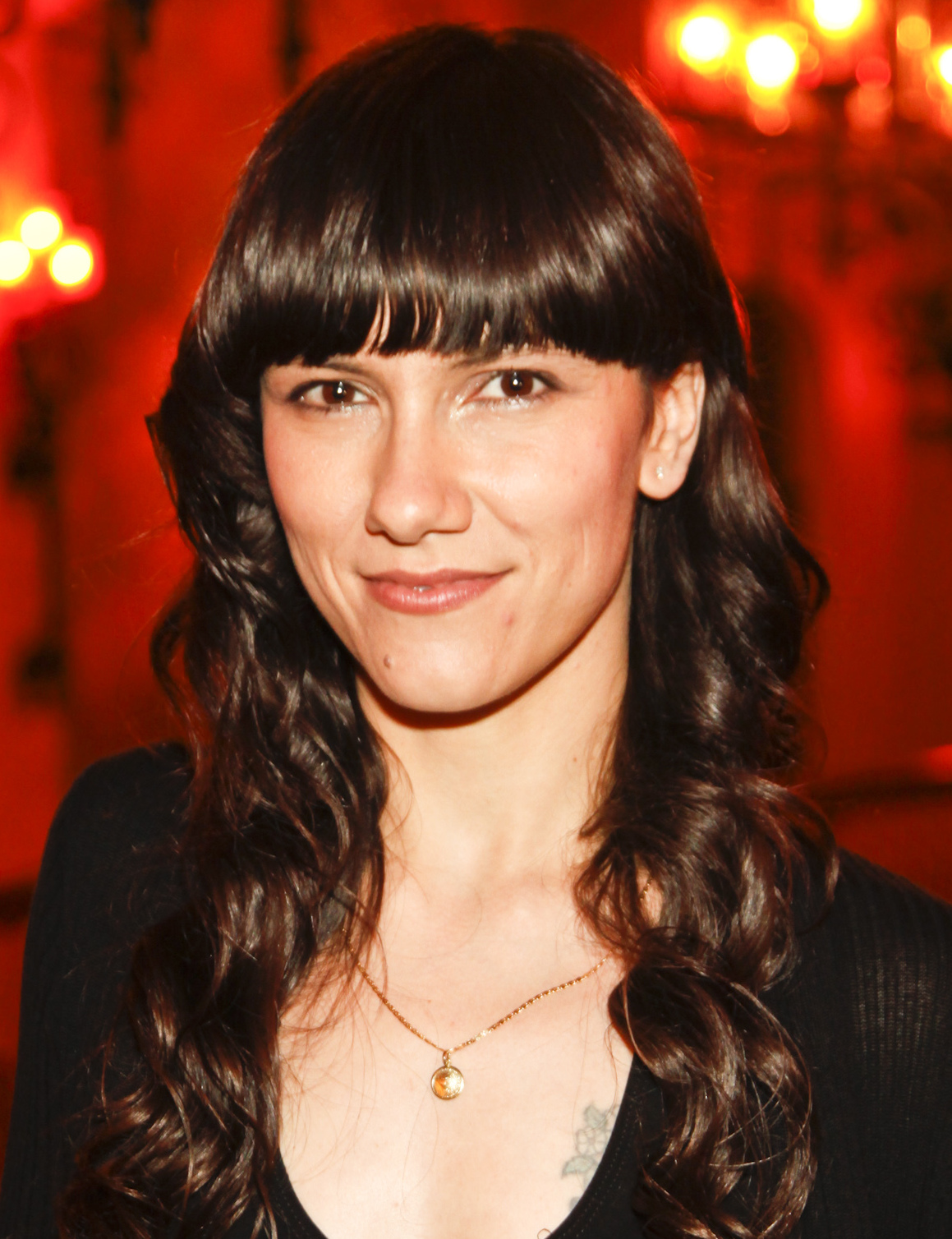
الیزا در جشنواره بین‌المللی فیلم میامی در سال ۲۰۱۲

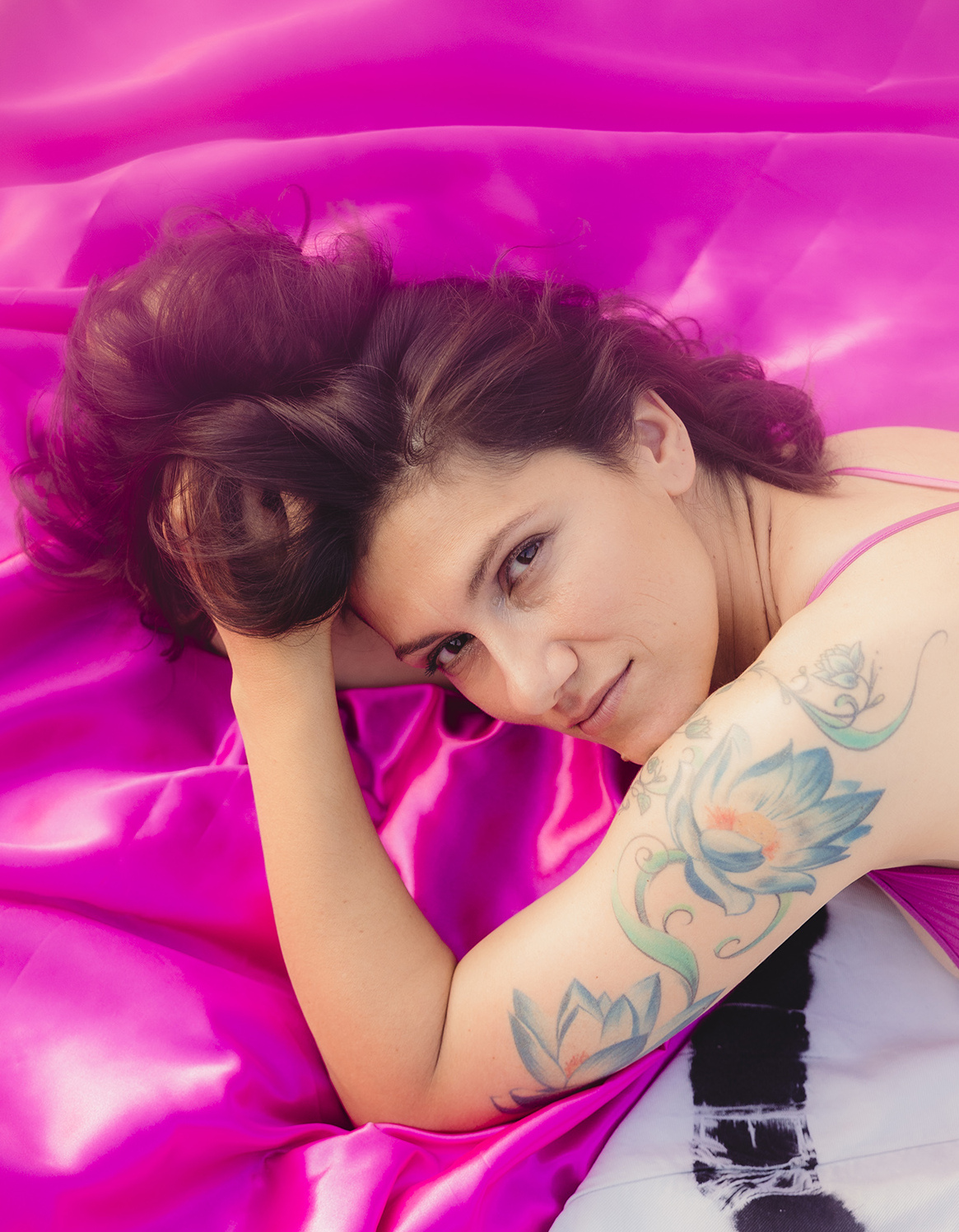
عکسی از الیزا اثر آدریانا تدسکی

الیزا توفولی (ایتالیایی: Elisa Toffoli؛ زادهٔ ۱۹ دسامبر ۱۹۷۷) که با تک‌نام هنری الیزا شناخته می‌شود، خواننده، موسیقی‌دان، آهنگساز و ترانه‌سرا اهل ایتالیا است. آثار وی مُلهم از موسیقی پاپ، آلترناتیو راک، الکترونیکا و تریپ هاپ است. در اروپا او را شاید بیشتر برای تک آهنگ «بیا باهام حرف بزن» می‌شناسند، در حالی که مخاطبان آمریکایی بیشتر آهنگ «پای‌کوبی» را در هر دو فصل ۲۰۰۶ و ۲۰۰۷ برنامهٔ پس فکر می‌کنی می تونی برقصی می‌شناسند. در ۱۸ دسامبر ۲۰۱۲، حاصل همکاری او با انیو موریکونه که ترانه‌ای به نام «هنوز در اینجا» است، در فیلم جنگوی زنجیرگسسته اثر کوئنتین تارانتینو و در آلبوم موسیقی متن آن، که نامزد جایزه گرمی بهترین موسیقی متن فیلم برای رسانه‌های تصویری شد، منتشر شد.
او نه آلبوم استودیویی، پنج آلبوم گردآوری‌شده، دو آلبوم زنده، هشت نماهنگ و ۵۱ تک‌آهنگ با فروش بیش از ۵٫۵ میلیون نسخه در ایتالیا منتشر کرده است که توسط شرکت‌های موزیکا ئی دیسکی و فدراسیون صنعت موسیقی ایتالیا با یک دیسک الماس، یک دیسک مولتی پلاتین، ۲۵ گواهی‌نامه پلاتین و چهار گواهی‌نامه طلا تأیید شده است.
او برنده شش جایزه در جشنواره موسیقی سانرمو در سال ۲۰۰۱، یک جایزه تارگا تنکو، دو جایزه لونتسیا، ۱۳ جایزه باد و نوا، یک جایزه در رقابت‌های آوازخوانی فستیوالبار، یک روبان نقره‌ای، یک جایزهٔ دیوید دی دوناتلو و چندین جایزه دیگر، از جمله یک جایزهٔ موسیقی ام‌تی‌وی اروپا شده است.

## زندگی‌نامه و حرفه
الیزا تافولی در ۱۹ دسامبر ۱۹۷۷ در تریسته در شمال شرقی ایتالیا به دنیا آمد. او در مونفالکونه (۲۷ کیلومتری تریسته، ۱۷ کیلومتری گوریتزیا، ۵ کیلومتری اسلوونی، ۸۰ کیلومتری اتریش) بزرگ شد. زندگی در یک منطقه مرزی که به او فرصت گوش دادن به زبان‌های مختلف و تجربه کردن فرهنگ‌های مختلف را می‌داد، برای الهام‌بخشی به آثار آتی الیزا مهم بود و به او کمک کرد توانایی آواز خواندنش به چندین زبان را توسعه دهد. هنرمندان تأثیرگذار اولیه در زندگی حرفه‌ای او عبارتند از بیورک، پی‌جی هاروی، توری ایموس، آریتا فرانکلین و الا فیتزجرالد بودند و او خودش از رودیارد کیپلینگ و جیم موریسون از دورز به عنوان الهام‌بخشان ترانه‌نویسی و غنایی خود یاد کرده است. او از ۱۱ سالگی ترانه‌نویسی را آغاز کرد و بعدها در چندین گروه محلی نیز ساز نواخت. در ۱۵ سالگی در یک برنامه تلویزیونی به نام کارائوکه به میزبانی و مجری‌گری رزاریو فیورلو حضور یافت.
الیزا در ۱۶ سالگی با کاترینا کاسلی آشنا شد که به او کمک کرد یک سال بعد با شرکت ضبط شوگر میوزیک قراردادی ببندد. در ۱۸ سالگی او عازم برکلی (در ایالات متحده آمریکا) شد تا روی آهنگ‌هایی برای نخستین آلبوم خود با تهیه‌کننده‌گی کورادو روستیچی کار کند، که همچنین تهیه‌کننده برخی ترانه‌های هنرمندانی چون ویتنی هیوستون، آرتا فرانکلین و زوکرو بود.
نخستین تک‌هنگ الیزا به نام «خواب در آغوش تو» در اواخر ماه مه ۱۹۹۷ منتشر شد و به دنبال آن اولین آلبوم او لوله و گل در ۲۲ سپتامبر همان سال منتشر شد. او در نگارش تمامی ترانه‌های این آلبوم دخیل بود. این آلبوم به‌سرعت در ایتالیا چهار پلاتینه شد که دو جایزه برای او به ارمغان آورد: جایزهٔ تارگا تنکو و جایزهٔ موسیقی ایتالیا. او همچنین مهمان ویژه تور اروپایی اروس راماتسوتی بود. در سال ۱۹۹۸، انتشار مجدد آلبوم لوله و گل شامل آهنگ جدیدی به نام «درمانم کن» بود که در ونیز با تهیه‌کننده بریتانیایی دارن آلیسون ضبط شد.
نخستین ترانه ایتالیایی وی با نام «نور (غروب خورشید در شمال شرقی)» در سپتامبر ۲۰۰۰ به بازار آمد. این ترانه در ابتدا به زبان انگلیسی نوشته شده بود، اما یک متن ایتالیایی با همکاری خواننده همکار زوکرو نوشته شد. الیزا این ترانه را در جشنواره موسیقی سانرمو اجرا کرد. الیزا در سال ۲۰۰۳ در آلبوم لوتوس ترانه «هله‌لویا» لئونارد کوهن را بازخوانی کرد. تهیه‌کنندهٔ آلبوم پنجم او به نام روزهای مرواریدی به عهدهٔ گلن بالارد بود که تهیه‌کنندهٔ ترانهٔ قرص کوچک دندانه‌دار آلانیس موریست و همچنین برخی ترانه‌های مایکل جکسون، آناستازیا، شکیرا، کریستینا آگیلرا و کرز بود. الیزا در کنسرت لایو ۸ در کنار زوکرو، لوچانو لیگابوئه و چند هنرمند ایتالیایی دیگر برنامه اجرا کرد. الیزا همچنین یکی از ترانه‌هایش را در مراسم اختتامیهٔ المپیک زمستانی ۲۰۰۶ تورین اجرا کرد.
در سال ۲۰۱۲ ترانهٔ «عشق ضروری است» به نویسندگی میشل فون بورن و آندرئا گوئرا که برای فیلمی به کارگردانی روبرتو فائنتسا ساخته شده بود، توسط الیزا اجرا و برندهٔ روبان نقره‌ای بهترین ترانه غیراقتباسی شد. او در دسامبر ۲۰۱۲ طی یک همکاری با انیو موریکونه ترانه‌ای برای فیلم جنگوی زنجیرگسسته کوئنتین تارانتینو اجرا کرد.
او در سال ۲۰۱۷ قرارداد خود را با شوگر میوزیک به پایان رساند و قرارداد جدیدی با گروه موسیقی یونیورسال با ناشر آیلند رکوردز امضا کرد. عواید فروش تک‌آهنگ «هر لحظه» با صدای او به زمین‌لرزه اوت ۲۰۱۶ مرکز ایتالیا و زمین‌لرزه‌های ژانویه ۲۰۱۷ مرکز ایتالیا اختصاص یافت.
الیزا در سال ۲۰۲۲ دو ترانه برای خواننده ایتالیایی الودی نوشت که یکی از آنها برندهٔ جایزه دیوید دی دوناتلو شد.
الیزا با موسیقی‌دان و گیتاریست ایتالیایی آنرئا ریگونا در گرادو ازدواج کرد و این زوج یک پسر و یک دختر با هم دارند.